# Will van Deeg
Will van Deeg (eigentlich Willi Gustav Arthur Deeg; * 18. Februar 1916 in Celle; † 23. August 1980 in Hamburg) war ein deutscher Schauspieler und Sänger.

## Leben und Wirken

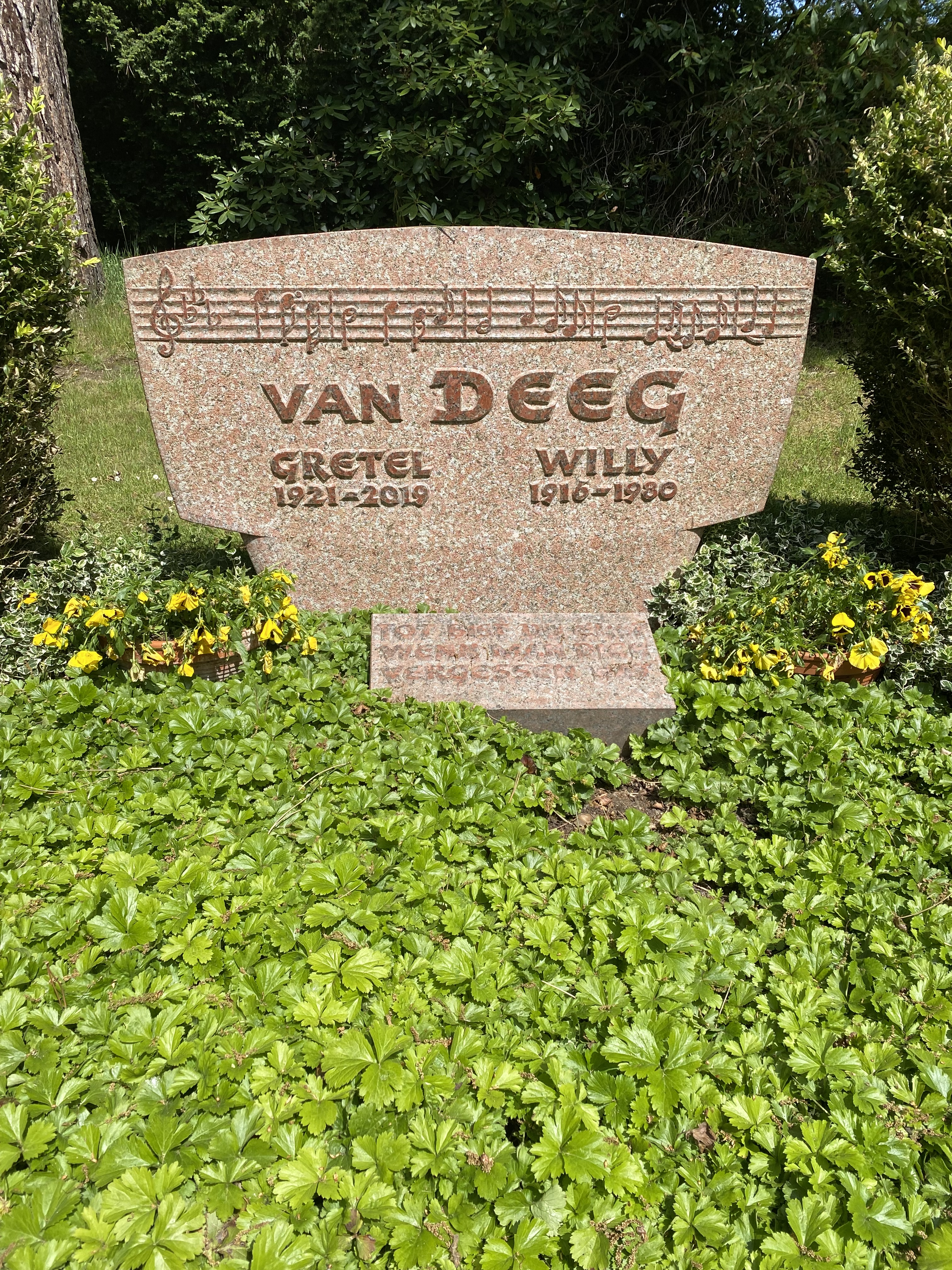
Grabstätte auf dem Friedhof Altona

Will van Deeg wuchs in Finnland auf und absolvierte seine künstlerische Ausbildung von 1936 bis 1940 an der Musikakademie Berlin. Seine Laufbahn konnte er allerdings erst nach Beendigung des Zweiten Weltkrieges 1946 in Görlitz beginnen. Beschäftigung fand van Deeg auch an Theatern in Berlin, Halberstadt und am Meininger Theater, wo er in der Spielzeit 1947/48 als 1. Operettentenor verpflichtet war und auch in späteren Jahren noch einmal auftrat.
Seit Mitte der 1950er-Jahre stand van Deeg auch vor der Kamera, zunächst in einigen Produktionen der DEFA. Ende der 1950er-Jahre siedelte er in die Bundesrepublik Deutschland über und kam auch hier gelegentlich zu Film- und Fernsehrollen. Gastweise sah man ihn in den Serien Hafenpolizei, Das Kriminalgericht oder Ein Fall für Titus Bunge. 
In einer Folge der Gerichtssendung Das Fernsehgericht tagt spielte van Deeg an der Seite seiner Frau, der Sängerin Margret „Gretel“ Warbeck (1921–-2019), die er 1941 geheiratet und mit der er zwei Töchter hatte. Beide wurden auf dem Friedhof Altona (Feld 34 VII) beigesetzt.

## Filmografie
- 1955: Ernst Thälmann – Führer seiner Klasse
- 1956: Mich dürstet
- 1956: Damals in Paris
- 1957: Rivalen am Steuer
- 1963: Hafenpolizei – Der Strandkorbdieb
- 1964: Das Kriminalgericht
- 1965: Gestatten, mein Name ist Cox – Das Ausstellungsstück
- 1966: Standgericht
- 1967: Ein Fall für Titus Bunge – Das liebende Paar
- 1967: Det største spillet
- 1968: Die Tintenfische – Unterwasserdetektive greifen ein – Nasse Spuren
- 1968: Ein Sarg für Mr. Holloway
- 1968: Das Ferienschiff
- 1969: Die Engel von St. Pauli
- 1971: St. Pauli Nachrichten: Thema Nr. 1
- 1972: Das Kurheim – Der Rosenkavalier
- 1972: Das Fernsehgericht tagt – Räuberische Erpressung
- 1975: Hoftheater (div. Folgen als Kellner Otto)